# Saint-Didier-d'Allier
Saint-Didier-d'Allier foi uma comuna francesa na região administrativa de Auvérnia-Ródano-Alpes, no departamento de Alto Loire. Estendia-se por uma área de 8,17 km². Em 2010 a comuna tinha 34 habitantes (densidade: 4,2 hab./km²).
Em 1 de janeiro de 2017, passou a formar parte da comuna de Saint-Privat-d'Allier.